# Riyoko Ikeda
Riyoko Ikeda (池田理代子, Ikeda Riyoko), nació el 18 de diciembre de 1947 en Osaka, es una mangaka japonesa.
Se especializa en el shôjo manga, es decir, manga dirigido a chicas. De hecho, como miembro del grupo del 24, es una de las responsables del surgimiento de dicho género. Su obra más conocida es Berusaiyu no bara (La rosa de Versalles o "Lady Oscar"), ambientada en la Revolución francesa. 
Berubara, como la llaman afectuosamente sus fans, fue publicada en la revista (en ese entonces semanal) Margaret en 1972, se convertiría en una película de acción real ("Lady Oscar", 1979) y en una serie animada (1980). Dentro de su obra, se puede mencionar Orpheus no Mado ("La ventana de Orfeo", 1976-1981 en Margaret), situada en la Revolución rusa, y Oniisama e... ("Querido hermano", 1974 en Margaret), una historia en la que involucra temas como las drogas, el lesbianismo y el suicidio.
En 1995, Ikeda decidió iniciar una carrera musical como soprano. Entre 2001-2002 Ikeda publicó en versión manga la opera El anillo del nibelungo, escrita por Richard Wagner.

## Obras
- La rosa de Versalles (ベルサイユのばら, Versailles no Bara)
- Claudine
- Futari Pocchi
- Querido hermano... (おにいさまへ…,

Oniisama e...)
- La ventana de Orfeo (オルフェウスの窓, Orpheus no Mado)
- Ten no Hate Made - Poland Hishi
- Sakura Kyou
- Shouko no Etude
- Berubara Kids
- Jotei Ekaterina
- Reina Elizabeth
- Ayako